# 胤舜
胤舜（日语：いんしゅん，1589年—1648年2月5日，天正17年－正保5年1月12日），為江戶時代前期的僧侶與武術家。山城國郷士出身，為奈良興福寺子院寶藏院院主。
使用寶藏院胤榮創始的十文字鎌槍完備寶藏院流槍術，制定裏十一本式目，建立江戶時代寶藏院流繁榮的基礎。最有名的事蹟是與宮本武藏對決過。

## 登場作品
- 浪人劍客（井上雄彦）
- 一騎當千（鹽崎雄二）
- 百花繚亂（すずきあきら）
- 怪物彈珠(槍術武僧)
- 女王2
- Fate/Grand Order